# Lawrencia viridigrisea
Lawrencia viridigrisea är en malvaväxtart som beskrevs av N.S. Lander. Lawrencia viridigrisea ingår i släktet Lawrencia och familjen malvaväxter. Inga underarter finns listade i Catalogue of Life.